# Bułgaria na Zimowych Igrzyskach Paraolimpijskich 2010
Bułgarię na Zimowych Igrzyskach Olimpijskich 2010 reprezentowało troje zawodników. Wszyscy oni wystartowali w biegach narciarskich.

## Kadra

### Biegi narciarskie

#### Mężczyźni
- Aleksandar Stojanow - osoby niewidome
- Iwajło Watow - osoby niewidome

#### Kobiety
- Yoana Ermenkowa - osoby niewidome